# Charadrahyla
Charadrahyla es un género de anfibios anuros de la familia Hylidae. Sus especies se distribuyen por el sur de México. Este género pertenecía al género Hyla hasta la reestructuración del género realizada en 2005.

## Especies
Se reconocen las 7 siguientes según ASW:
- Charadrahyla altipotens (Duellman, 1968)
- Charadrahyla chaneque (Duellman, 1961)
- Charadrahyla esperancensis (Canseco-Márquez, Ramírez-González, and González-Bernal, 2017)
- Charadrahyla nephila (Mendelson & Campbell, 1999)
- Charadrahyla taeniopus (Günther, 1901)
- Charadrahyla tecuani (Campbell, Blancas-Hernández & Smith, 2009)
- Charadrahyla trux (Adler & Dennis, 1972)